# Le Quattro Stagioni
Mezinárodní hudební festival Le Quattro Stagioni je festival klasické hudby, který se koná v Pardubicích.
Jedná se o cyklus koncertů - v každém ročním období jsou dva koncerty. Prezidentem festivalu je MgA. Jaromír Krygel, předsedou festivalového výboru je varhaník Doc. Václav Rabas.
Na festivalu již vystoupili: Pavel Šporcl, Pavel Svoboda, Bohuslav Matoušek, Iva Kramperová, Alfréd Strejček, Giovanni Battista Palmieri, Mičijo Keiko, Karel Dohnal, Talichovo kvarteto, orchestry: Filharmonie Brno, Collegium 1704, Barocco sempre giovane, Janáčkova filharmonie Ostrava, Filharmonie Hradec Králové, Symfonický orchestr Konzervatoře Pardubice, Symfonický orchestr hl. m. Prahy FOK s dirigenty: Petr Altrichter, Jiří Kout, Jaromír Krygel.
Záštitu nad jednotlivými koncerty festivalu převzali: Josef Suk, Dagmar Pecková, Václav Rabas či Zuzana Růžičková.
A. Vivaldi